# Vladimir Grigor'evič Venžer
Vladimir Grigor'evič Venžer (in russo Владимир Григорьевич Венжер?; Sebastopoli, 28 gennaio 1899 – Mosca, dicembre 1990) è stato un economista sovietico.

## Biografia
Si diplomò al liceo in Crimea. Nel 1916 entrò nel Dipartimento di Fisica e Matematica dell'Università di Mosca.
Prese parte alla Rivoluzione d'ottobre a Mosca e alla Guerra civile. Fu membro del Partito comunista russo (bolscevico) dal 1919.
Dopo la smobilitazione dall'Armata Rossa, fu impegnato nel partito (1921-1936). Dopo essersi diplomato all'Istituto del professorato rosso (1933), fu capo del dipartimento politico della Mašino-traktornaja stancija (MTS), un'azienda di stato che deteneva e manuteneva il macchinario agricolo in uso nei kolchoz (1933-1934), e poi fu direttore di un sovchoz che produceva grano (1936-1938).
Dal 1939 fino alla fine della sua vita fu ricercatore presso l'Istituto di Economia dell'Accademia delle scienze dell'URSS.
Nel 1951, insieme alla moglie, Aleksandra Vasil'evna Sanina, professoressa associata del dipartimento di economia politica dell'Università statale di Mosca scrisse 6 lettere a Iosif Stalin, in cui proponeva la vendita di attrezzature di MTS alle fattorie collettive. Stalin respinse e criticò questa proposta nel suo libro Ėkonomičeskie problemy v SSSR ("Problemi economici in Unione Sovietica"). Sanina e Venžer subirono critiche da parte dei loro colleghi e su scala più ampia. La professoressa associata Sanina fu costretta a lasciare il suo lavoro di insegnante presso l'Università statale di Mosca. La vendita di attrezzature di MTS alle fattorie collettive fu effettuata nel 1958, ma ciò portò a un nuovo periodo di critiche nei confronti di Venžer: fu accusato di non comprendere l'essenza di questo evento, i tempi e le modalità della sua attuazione, che l'attuazione di questa idea nella versione da lui proposta avrebbe rovinato le fattorie collettive.
Lavorò nel dipartimento di economia politica del socialismo presso l'Istituto di Economia, guidato da Jakov Abramovič Kronrod, attorno al quale si è formata una scuola di economisti (detti "tovarnikov"), sostenendo lo sviluppo di relazioni denaro-merce nell'URSS, che i suoi oppositori accusavano di "socialismo di mercato". Venžer era un importante rappresentante di questa scuola. Alla fine del 1971, questi economisti dell'Istituto di economia furono criticati dagli organi ideologici del Comitato centrale del PCUS, alcuni di loro furono costretti a lasciare, per gli altri, fra cui Venžer, venne meno l'autorizzazione a pubblicare le loro opere.
Nel 1990 pubblicò il libro Как было, как могло быть, как стало, как должно стать Kak bylo, kak moglo byt', kak stalo, kak dolžno stat' ("Com'era, come poteva essere, come è diventato, come dovrebbe diventare"), in cui ha delineato nel modo più completo le sue opinioni. I ricercatori moderni chiamano Venžer il teorico del socialismo cooperativo russo. Sempre nello stesso anno fu insignito dell'Ordine della Bandiera rossa del lavoro.
Morì nel dicembre del 1990.

## Opere
- Основные вопросы производственной деятельности МТС. — Москва, Сельхозгиз, 1949.
- Письма В. Г. Венжера и А. В. Саниной И. В. Сталину // Кооперация. Страницы истории. Вып. IV / a cura di Н. К. Фигуровская. — Москва, ИЭ РАН, 1994.
- Вопросы комплексной механизации сельского хозяйства СССР // Вопросы экономики. 1952. № 6.
- О развитии и укреплении экономических связей МТС и колхозов // Вопросы экономики. 1954. № 8.
- Товарное производство при социализме и сельскохозяйственная артель // Вопросы экономики. 1958. № 8.
- Развитие товарных отношений и экономика сельскохозяйственной артели // Проблемы политической экономии социализма. — Москва, Госполитиздат, 1959.
- Вопросы использования закона стоимости в колхозном производстве. — Москва, Госпланиздат, 1960.
- О развитии колхозной собственности на современном этапе // Вопросы экономики. 1960. № 12.
- Подсобные хозяйства дополнительный источник производства сельскохозяйственной продуктов // Вопросы экономики. 1962. № 7.
- Основные вопросы ценообразования на колхозную продукцию // Экономика сельского хозяйства. 1962. № 9.
- Использование закона стоимости в колхозном производстве. 2-е изд., испр. и доп. — Москва, Наука, 1965.
- Особенности колхозной экономики и проблемы ее развития // Производство, накопление, потребление. - Москва, Экономика, 1965.
- Колхозный строй на современном этапе. — Москва, Экономика, 1966.
- Социально-экономические перспективы развития колхозного строя. — Москва, Наука, 1979.
- Как было, как могло быть, как стало, как должно стать (Вопросы истории нашего строя). — Москва, Наука, 1990.